# ظهور مهدی
واژۀ ظُهور به معنای آشکار و پیدا و ظاهر شدن است؛ و در اصطلاح مذهب شیعه دوازده امامی برای ظهور «مهدی موعود» شیعیان به‌کار می‌رود.

## نشانه‌های ظهور

### منظور از نشانه‌های ظهور
شیعیان، آن دسته از رخدادها، که براساس مطالب منسوب به امامان شیعه، پیش یا در آستانه ظهور مهدی، پدید خواهند آمد را نشانه‌های ظهور می‌نامند. به باور شیعیان، بروز هر یک از این نشانه‌ها، علامتی از نزدیک تر شدن ظهور مهدی (قائم) است، به گونه‌ای که با بروز مجموعه رخدادهای پیشگویی شده و به دنبال آخرین نشانه ظهور، مهدی قیام خواهد کرد.
به باور شیعیان پدیدار شدن یک یا چند نشانه از مجموعه نشانه‌های ظهور، چیزی جز نزدیک تر شدن زمان ظهور را نمی‌رساند. شیعیان باور دارند در روایات، از اختلاف در میان امت اسلام، انحراف بنی عباس و از هم گسستن حکومت آنان، جنگهای صلیبی، فتح قسطنطنیه به دست مسلمانان درآمدن پرچم‌های سیاه از خراسان خروج مغربی در مصر و تشکیل دولت فاطمیان، وارد شدن ترک‌ها در منطقه جزیره، در میان رودان و عراق امروزی، وارد شدن رومیان در منطقه رمله و شام، رها شدن کشورهای عرب از قید استعمار، بالا آمدن آب دجله و سرازیر شدن آن به کوچه‌های کوفه، بسته شدن پل بر روی دجله، بین بغداد و کرخ، اختلاف بین شرق و غرب و جنگ و خون ریزی فراوان خبر داده شده‌است.

## رخدادهای پس از ظهور
از دید شیعیان، پاره‌ای از رخدادهای پس از ظهور، عبارت است از:

### تشکیل حکومت فراگیر جهانی
از دید شیعیان حکومت و دولت امام دوازدهم، فراگیر و جهانی خواهد بود و قدرت و سلطهٔ او از شرق تا غرب دنیا را فرا خواهد گرفت؛ چنان‌که میرزا حسین نوری می‌نویسد: «از صفات و ویژگی‌های مهدی، فراگرفتن سلطنت او تمام روی زمین از شرق تا غرب، برّ و بحر، معموره و خراب و کوه و دشت است. نماند جایی، مگر این که حکمش جاری و امرش نافذ شود و اخبار در این معنا متواتر است.» لذا مهم‌ترین ویژگی حکومت جهانی مهدی از دید شیعیان، قرار گرفتن جهان تحت یک مدیریت واحد و کارآمد است؛ به‌طوری‌که همه خودرأیی‌ها، مقام‌پرستی‌ها و خودمحوری‌ها از بین خواهد رفت و همه بر فرمانبرداری از یک فرمانروای مقتدر جهانی، اتفاق خواهند داشت. بر اساس روایات شیعی، جهان در آن زمان به ۳۱۳ بخش تقسیم شده و مهدی، ۳۱۳ تن از یاران نزدیک خود را بر انسان‌ها حاکم خواهد ساخت.
1. به محمد منسوب است: «وَ یُبَلِّغُ سُلطانُهُ المَشرِقُ وَ المَغرِب[۱۲]؛ دولت و پادشاهی مهدی همه شرق و غرب جهان را در بر می‌گیرد».
2. وَ لا یَکونُ مُلکُ اِلّا لِلاِسلام؛[۱۳] در آن روز حکومتی جز حکومت اسلامی نخواهد بود.
3. به علی منسوب است: «مهدی شرق و غرب جهان را تحت سیطره خود درآورد … شرّ از جهان رخت بربندد و تنها خیر باقی بماند.»[۱۴]
4. به باقر منسوب است: «مهدی ۳۰۹ سال حکومت می‌کند؛ چنان‌که اصحاب کهف مدت ۳۰۹ سال در غار خوابیدند. زمین را پر از داد می‌کند، آن چنان‌که پر از ستم شده باشد. خداوند شرق و غرب جهان را برای او فتح می‌کند.»[۱۵]
5. (هنگامی که مهدی) قیام کند، برای هر کشوری از کشورهای جهان یک فرمانروا برمی‌گزیند…»[۱۶]
6. منسوب به سجاد: «وقتی که مهدی قیام می‌کند، خداوند آفت را از شیعیان دور می‌کند و قلب آنان را همچون آهن، محکم می‌کند و نیروی هر مرد را به‌اندازه چهل مرد می‌رساند. آنان حکومت و ریاست همه مردم جهان را به دست خواهند گرفت.»[۱۷]
7. (مهدی) یارانش را در همه سرزمین‌ها پراکنده می‌کند و به آنها دستور می‌دهد که عدل و احسان را شیوه خود سازند و آنان را فرمانروایان کشورهای جهان می‌گرداند و به ایشان فرمان می‌دهد که شهرها را آباد سازند.»[۱۸]

### دین یگانه جهانی
در حکومت جهانی یکپارچه‌ای که شیعیان ترسیم می‌کنند، دین برتر و آیین پذیرفته شدهٔ مردم، اسلام خواهد بود و این نشان می‌دهد که برنامه مهدی، جهان شمول و فراگیر خواهد بود و مردم با رغبت و علاقه، دین اسلام را اختیار خواهند کرد و نجات و سعادت خود را در پیروی از آن خواهند دانست. در نتیجه، اخلاق دینی، در میان مردم حاکم شده و فساد، کفر و بی‌دینی از بین خواهد رفت.
1. از پیامبر اسلام نقل شده‌است: 《تا هر کجا که تاریکی شب وارد شود، این آیین ورجاوند (گرانقدر) نفوذ خواهد کرد. 》[۱۹]
2. از حسن بن علی، دربارهٔ از بین رفتن کفر و بی‌دینی از جهان و پذیرش آئینی واحد از سوی مردمان نقل شده که: 《خداوند در آخرالزمان و دوران سختی روزگار و دوران نادانی مردم، مردی را برانگیزد و او را با فرشتگان خود، یاری دهد … و او را بر سراسر زمین چیره نماید تا اینکه (مردم) از روی میل یا از روی اکراه، دین را بپذیرند. او زمین را از داد و نور و برهان پر کند. شرق و غرب زمین از آیین او پیروی کنند. تا آن که کافری نماند، مگر اینکه ایمان آورد و گناهکار و فاسدی نماند، مگر این که نیکوکار شود. در حکومت او، درندگان با هم آشتی می‌کنند!》[۲۰] از دیگر ویژگی‌های برجسته این جامعهٔ جهانی، این است که همگان در آن یکتاپرستند و خدا را به یگانگی می‌پرستند و شریکی برای او قرار نمی‌دهند و از گناهان و مفاسد دوری می‌جویند.
3. در سخنان علی بن ابی‌طالب آمده: 《هیچ آبادی‌ای نخواهد ماند، مگر آن که در آن جا هر صبح و شام، به یکتایی خدا، شهادت داده خواهد شد. 》[۲۱]
4. محمد بن علی امام پنجم شیعیان در سخنان خویش گفته: 《هیچ یهودی و مسیحی و هیچ پرستش‌کنندهٔ غیر خدایی باقی نمی‌ماند، مگر اینکه به او ایمان می‌آورد و او را تصدیق می‌کند. 》[۲۲]

### عدالت فراگیر جهانی
از نظر شیعیان، عدالت تنها در حکومت جهانی مهدوی برآورده خواهد شد و عدل و قسط و مساوات، نماد اصلی حکومت او خواهد بود.
1. مشهور است که از محمد دربارهٔ اوضاع زمین پس از ظهور امام دوازدهم شیعیان نقل شده که: 《فَیَمْلَأُ اْلأَرْضَ قِسْطاً وعَدْلاً کَمَا مُلِئَتْ جَوْراً و ظلماً؛ پس زمین را از عدل و داد لبریز می‌کند، پس از آن که از ستم و بیداد پر شده‌است. 》[۲۳]
2. محمد: 《یَسَعُهُمْ عَدْلُهُ؛ عدالتش فراگیر شود. 》[۲۴]
3. جعفر بن محمد: 《(به خدا سوگند! عدالت او)، در خانه‌هایشان وارد می‌شود؛ همچنان که گرما و سرما وارد می‌گردد. 》[۲۵]
4. امام هشتم شیعیان: 《هرگاه (مهدی موعود) خروج کند، زمین به نور پروردگارش روشن می‌شود و ترازوی عدالت میان مردم برقرار می‌گردد. پس کسی به کسی ستم نخواهد کرد. 》[۲۶]

### پیشرفت و رفاه جهانی
از دید شیعیان، در دولت مهدی موعود، وضع اقتصاد و معیشت عمومی مردم، سامان خواهد یافت. در آن عصر، نعمت‌های الهی افزون، آب‌ها مهار، زمین‌ها حاصلخیز و معادن کشف خواهند شد. هیچ فقیری باقی نخواهد ماند تا از بیت‌المال، کمک مالی دریافت کند. رونق و شکوفایی اقتصادی، باعث خواهد شد که همگان از برکات و آثار دولت او، برخوردار شوند و چهره کریه فقر، نابرابری، فساد مالی و… از جهان رخت برخواهد بست.
1. پیامبر اسلام: 《خداوند به وسیلهٔ مهدی، از امت، رفع گرفتاری می‌کند. 》[۲۷]
2. همچنین وی می‌فرماید: 《امت من در دوران مهدی، چنان متنعم شود که بسان آن بهره‌وری را ندیده باشد. آسمان پیوسته رحمت (باران) خود را بر ایشان فرو می‌فرستد و زمین، روییدنی‌های خود را بیرون می‌ریزد. ثروت در آن روز بر روی هم انباشته می‌شود. (وقتی) مردی برپاخیزد و بگوید: ای مهدی! بر من عطا نما؛ گوید: دریافت کن. 》[۲۸]
3. امام پنجم: 《مهدی، اموال را میان مردم چنان به مساوات تقسیم می‌کند که دیگر محتاجی دیده نمی‌شود تا به او زکات دهند. 》[۲۹][۳۰]
4. امّت اسلامی در عهد او آن چنان از فراخی معیشت برخوردار می‌شود که هرگز نظیر چنین نعمت و آسایشی دیده نشده‌است.[۳۱]

### رضایت و خشنودی جهانی
یکی از ویژگی‌های مهم حکومت مهدی، تأمین خشنودی و رضایت همهٔ ساکنان زمین و آسمان است. از آنجایی که دولت او، دولت عدالت‌گستر، فقیرستیز، دانش‌گستر، رفاه‌آور، ظلم‌ستیز و مردم‌دوست است، همگان از آن راضی خواهند بود و در آرامش و شادی زندگی خواهند کرد. در روایات آمده‌است:
1. زمین را پر از عدالت می‌کند، آن چنان‌که پر از ستم شده‌است. در خلافت او اهل آسمان و زمین، حتی پرندگان آسمان خشنود می‌شوند.[۳۲]
2. اهل آسمان و ساکنان آن برای ظهور او خوشحال می‌شوند؛ او زمین را پر از عدالت می‌کند، آن‌سان که پر از جور و ستم شده باشد.[۳۳]
3. از پیامبر اسلام آمده: 《شما را به مهدی، مردی از قریش بشارت می‌دهم که ساکنان آسمان و زمین از خلافت و فرمانروایی او خشنودند. 》[۳۴]
4. ساکنان زمین و آسمان به او عشق می‌ورزند.[۳۵]